# Mário de Carvalho
Pour les articles homonymes, voir Mário de Carvalho (homonymie) et Carvalho.
Mário de Carvalho, né le 25 septembre 1944 à Lisbonne, est un écrivain et dramaturge portugais.

## Biographie
Mário de Carvalho, né à Lisbonne en 1944, appartient à une famille du sud du Portugal, et la province d’Alentejo est souvent présente dans son œuvre, bien que Lisbonne en soit le lieu privilégié. L’emprisonnement de son père par la PIDE (police politique de Salazar) est pour lui un choc très dur qui le conduit très tôt à la résistance au régime.
Il fait et obtient sa licence en droit à Lisbonne, participant activement à partir des grèves estudiantines de 1961-1962 aux mouvements de protestation universitaires et animant des associations et des ciné-clubs.
En 1971, à cause de sa résistance au fascisme, il est arrêté par la PIDE au début de son service militaire. Soumis à la torture, il est condamné à quatorze mois de prison dans les prisons politiques de Caxias et Peniche. Il y a un écho de cette époque dans le film Quem é Ricardo ?, de José Barahona, dont il a écrit le scénario.
Il réussit à quitter clandestinement le Portugal, passe un court moment en France avant de s’expatrier à Lund, en Suède, où il obtient l’asile politique à la veille de la révolution des Œillets du 25 avril 1974.
À son retour à Lisbonne, il exerce le métier d’avocat, défendant principalement des causes syndicales ou des litiges touchant à la copropriété.
Il intègre l’Association Portugaise des Écrivains, sous la présidence de David Mourão-Ferreira, puis d’Óscar Lopes.
Il a été professeur invité de l’École supérieure de théâtre et de cinéma, et de l’École supérieure de Communication pendant plusieurs années, et a enseigné dans des Masters d’Écriture théâtrale à l’université de Lisbonne, où il participe aussi à des ateliers d’écriture de fiction.
Marié, il a deux filles, l’écrivain Rita Taborda Duarte, et la journaliste Ana Margarida de Carvalho.
Ses œuvres sont traduites en français par Marie-Hélène Piwnik et Elodie Dupau.

## Distinctions
- Grand officier de l'ordre de Sant'Iago de l'Épée

## Œuvres

### Romans, contes et nouvelles
En 1981, avec Contos da Sétima Esfera (Contes de la Septième Sphère), Mário de Carvalho fait une irruption fulgurante dans la littérature portugaise post-révolutionnaire, mêlant cruauté, fantastique et ironie. Un an plus tard, sort un recueil de courts récits, Os Casos do Beco das Sardinheiras (Histoires de l’Impasse des Géraniums), où le public découvre l’humour satirique de Carvalho et son observation aiguë du quotidien urbain de la petite bourgeoisie. Son imagination débordante et enjouée se donne libre cours dans O Grande Livro de Tebas, Navio e Mariana (Le Grand Livre de Thèbes, Navire et Mariana, 1982), qui obtient le prix Cidade de Lisboa (Ville de Lisbonne), et dans A inaudita guerra da Avenida Gago Coutinho (L’extravagante guerre de l’Avenida Gago Coutinho, 1983). En 1986, le roman A paixão do conde de Fróis, qui reçoit le prix Dom Diniz, est traduit en français (Le jeune homme, la forteresse et la mort, Gallimard, 1992). Se déroulant au XVIIIe siècle, il prend prétexte d’un épisode de la Guerre de Sept Ans pour jouer avec la réalité historique (même si celle-ci est minutieusement explorée à la Yourcenar) avec un humour savoureux.
Os Alferes (1989, Les sous-lieutenants, Gallimard, 1996), Grand Prix de l’Association Portugaise d’Écrivains, et Prix Citá de Cassino, propose trois nouvelles qui questionnent les guerres coloniales à partir du regard critique de jeunes officiers sursitaires. La première nouvelle, « Il était une fois un sous-lieutenant » a été adaptée deux fois au cinéma au Portugal par Luís Costa et Luís Alves, et une fois au théâtre en France, dans une adaptation d’Odile Ehret.
Um Deus passeando pela brisa da tarde (1994, Un Dieu dans le souffle du jour, Éd. Christian Bourgois, 2002), qui se déroule sous Marc Aurèle, mais dont l’auteur précise en épigraphe qu’« il ne s’agit pas d’un roman historique », peut être considéré comme œuvre maîtresse d’un genre revisité, dans laquelle un héros sceptique, le duumvir Lucius, affronte des problèmes d’aujourd’hui et d’hier sans illusions. Ce roman a reçu de nombreux prix : Prix du Roman de l’Association Portugaise d’Écrivains, Prix Fernando Namora, Pegasus Prize for Literature, Prix Giuseppe Acerbi. Il est traduit en espagnol, anglais, allemand, italien et autres langues.
En 1995 sort Era bom que trocássemos algumas ideias sobre o assunto (Le Fond des Choses, Gallimard, 1999), premier d’une série de romans auxquels l’auteur donne le nom de “chronovélèmes”, satires du quotidien qui abordent des thèmes d’actualité, qu’il s’agisse du Parti Communiste Portugais, des médias, de la petite bourgeoisie en crise (A Arte de morrer longe, 2010), ou, dernièrement, d’escrocs à la petite semaine (Quando o Diabo reza, 2011).
Fantasia para dois coronéis e uma piscina (2003, Fantaisie pour deux colonels et une piscina, Éd. Christian Bourgois, 2007) est un portrait acerbe et hilarant de la société portugaise postérieure au 25 avril, symbolisée par deux colonels, ex-capitaines de la révolution, et leurs épouses : la décrépitude des deux couples illustre en des pages irrésistibles de drôlerie une décadence globale prémonitoire, et qui ne se limite pas au Finisterrae européen. Récompensé par le prix PEN Club portugais, et le Grand Prix de Littérature ITF/DST, il est traduit en anglais, allemand, espagnol et autres langues.
Dans A Sala magenta (Le salon magenta, 2008), roman couronné par le prix Fernando Namora et le prix Vergílio Ferreira, le charme, la subtilité et l’ironie du style de Mario de Carvalho servent admirablement la description des beaux paysages de l’Alentejo, mais aussi celle de la faune lisboète et de ses mœurs sexuelles dissolues, par le biais du personnage central, Gustavo, anti-héros de notre temps.
Sa dernière production, O Varandim seguido de Ocaso em Carvangel (Le balcon, suivi de Coucher de soleil à Carvangel, 2012) entraîne le lecteur dans des pays imaginaires, où des personnages improbables, sortis de quelque opérette ou farce shakespearienne, entrecroisent leurs conflits, leurs marivaudages, leurs destins, menacés d’on ne sait quelle imminente catastrophe. 
Mário de Carvalho n’a jamais cessé d’écrire et de publier de la fiction brève, depuis les superbes contes fantastiques Contos da Sétima Esfera, réédités en 2010, les brillantes variations intellectuelles de Quatrocentos Mil Sestércios seguido de El Conde Jano (Quatre cent mille sesterces suivi du Comte Jano, 1991), Grand Prix du Conte Camilo Castelo Branco, jusqu’au récent O Homem do Turbante Verde (L’homme au turban vert, 2011).

#### Contes
- Contos da Sétima Esfera, contes, 1981
- Casos do Beco das Sardinheiras, contes, 1982
  - Chroniques de l'Impasse des Géraniums, trad. par Élodie Dupau, les Éditions in8, coll. « escapades », 2012, 136 p.  (ISBN 978-2-36224-031-7)
- A inaudita guerra da Avenida Gago Coutinho, contes, 1983
- Fabulário, contes, 1984
- Contos Soltos, contes, 1986
- E se Tivesse a Bondade de Me Dizer Porquê?, Folhetim, en collaboration avec Clara Pinto Correia, 1986
- Os Alferes, nouvelles, 1989
  - Les sous-lieutenants, trad. par Marie-Hélène Piwnik, Gallimard, coll. « Du monde entier », 1996, 122 p.  (ISBN 2-07-073133-2)
- Quatrocentos Mil Sestércios seguido de O Conde Jano, nouvelles, 1991
- Apuros de um Pessimista em Fuga, nouvelles, 1999
- Contos Vagabundos, contes, 2000
- O Homem do Turbante Verde, contes, 2011
- Quando o Diabo Reza, 2011
- A Liberdade De Pátio 2013
- Novelas Extravagantes, 2015

#### Romans
- O Livro Grande de Tebas, Navio e Mariana, roman, 1982
- A Paixão do Conde de Fróis, roman, 1986
  - Le jeune homme, la forteresse et la mort, trad. par Marie-Hélène Piwnik, Gallimard, coll. « Du monde entier », 1992, 213 p.  (ISBN 2-07-072346-1)
- Um Deus Passeando pela Brisa da Tarde, roman, 1994
  - Un dieu dans le souffle du jour, trad. par Marie-Hélène Piwnik, C. Bourgois, Paris, 2002, 399 p.  (ISBN 2-267-01614-1)
- Era Bom que Trocássemos Umas Ideias Sobre o Assunto, roman, 1995
  - Le fond des choses, trad. par Marie-Hélène Piwnik, Gallimard, coll. « Du monde entier », Paris, 1999, 262 p.  (ISBN 2-07-074840-5)
- Fantasia para dois coronéis e uma piscina, roman, 2003
  - Fantaisie pour deux colonels et une piscine, trad. par Marie-Hélène Piwnik, C. Bourgois, Paris, 2007, 178 p.  (ISBN 978-2267019384)
- A Sala magenta, 2008
  - Le salon magenta, trad. par Marie-Hélène Piwnik, Les Allusifs 2016, 192 p.  (ISBN 978-2-923682-53-2)
- A Arte de Morrer Longe, 2010
  - L’Art de mourir au loin, trad. par Marie-Hélène Piwnik, Les Allusifs 2014, 128 p.  (ISBN 978-2-923682-34-1)
- O Varandim [seguido de] Ocaso em Carvangel, 2012
- Ronda das Mil Belas em Frol, 2016
- Essai
- Quem disser o contrário é porque tem razão, 2014

### Théâtre
Toutes les pièces de Mário de Carvalho ont été représentées au Portugal ou à l’étranger. Considérée principalement comme un théâtre du quotidien, sa production dans ce domaine ne s’éloigne pas pour autant des préoccupations sociales et idéologiques de l’auteur, quand elle évoque la génération qui a milité contre Salazar, et a vu ensuite ses espoirs déçus, ainsi dans le recueil Água em pena de pato (1991, De l’eau sur les plumes d’un canard)  ou quand une prison métaphorise la société, dans la farce baroque (1999, précédée de Se perguntarem por mim, não estou, Si on me demande je ne suis pas là) Haja Harmonia (Vive l’harmonie, trad. par Marie-Hélène Piwnik, Éditions théâtrales et Maison Antoine Vitez, 2005)
- Água em pena de pato, théâtre, 1991
- Se Perguntarem por Mim, Não Estou seguido de Haja Harmonia, trois pièces de théâtre, 1999

### Divers
Mário de Carvalho écrit aussi pour le cinéma, et il a publié, dans le domaine de la littérature enfantine, O Homem que Engoliu a Lua (2003, L’homme qui a avalé la lune)